# Längsee
Längsee är en sjö i Österrike.   Den ligger i förbundslandet Kärnten, i den sydöstra delen av landet, 220 km sydväst om huvudstaden Wien. Längsee ligger 548 meter över havet. Arean är 0,70 kvadratkilometer. Den sträcker sig 1,2 kilometer i nord-sydlig riktning, och 0,9 kilometer i öst-västlig riktning.
Följande samhällen ligger vid Längsee:
- Sankt Georgen am Längsee

I omgivningarna runt Längsee växer i huvudsak blandskog. Runt Längsee är det ganska tätbefolkat, med 54 invånare per kvadratkilometer.